# Раджарси Джанакананда
Раджа́рси Джанакана́нда (англ. Rajarsi Janakananda, при рождении Джеймс Дже́сси Линн (англ. James Jesse Lynn); 5 мая 1892 года, приход Ричленд, Луизиана — 20 февраля 1955 года, Боррего-Спрингс, Калифорния, Соединённые Штаты Америки) — крупный американский промышленник, банкир, плантатор и филантроп, президент Self-Realization Fellowship и Yogoda Satsanga Society of India (SRF/YSS) с 1952 по 1955 годы.

## Биография

### Детство и юность
Родился в семье бедных фермеров неподалёку от луизианской деревни Арчибальд; имел пятерых братьев и сестёр. Его родители, Джесси Уильямс Линн (англ. Jesse Williams Lynn) и Салисия Джейн Арчибальд Линн (англ. Salethia Jane Archibald Lynn), потеряли свои владения во время Гражданской войны в США, в которой также был убит его дед.
В пятилетнем возрасте начал ходить в местную сельскую школу, где получил репутацию одарённого ребёнка, когда наизусть выучил так называемый «Синий словарь» (англ. Blue Back Speller) Уэбстера. Будучи ещё школьником, начал работать на железнодорожной станции деревни Арчибальд, подметая полы и поддерживая чистоту на складе за $2 в месяц. После окончания школы в четырнадцатилетнем возрасте устроился на работу на железнодорожной станции в деревне Мэнгем, а также выполнял поручения своего двоюродного брата, владевшего небольшим отелем. Чуть позже начал подрабатывать в деревне Ок-Ридж за $35 в месяц, а затем и в городе Ферридей — за $65 в месяц.

### Годы в Канзас-Сити
Переехав в Канзас-Сити, штат Миссури, Джеймс Линн сменил несколько работ. В возрасте 17 лет устроился ассистентом аудитора в железнодорожную компанию Missouri Pacific, и уже через месяц стал там главным аудитором. В это время также обучался в средней школе, так как ранее не имел возможности получить полноценное образование. Спустя полтора года поступил в юридическую школу, не прекращая при этом получать среднее образование. В дополнение к этому заочно обучался на бухгалтера. В возрасте 21 года был принят в коллегию адвокатов, а также стал помощником бухгалтера в фирме Smith & Brodie, самостоятельно изучая всю доступную ему на тот момент литературу по бухучёту. Примерно через три года стал дипломированным бухгалтером-ревизором. К этому времени уже владел небольшой долей в бухгалтерской фирме.
В 1913 году женился на Фриде Жосефине Прилл (англ. Freda Josephine Prill).
В Канзас-сити Джеймс Линн стал бухгалтером в U. S. Epperson Underwriting Company и Lumberman's Alliance. В 1917 году глава компании Эпперсон предложил ему должность главного менеджера с беспрецедентным по тем временам годовым окладом в $12,000. В 1921 году Эпперсон решил продать свою компанию, купил её сам Линн — для этих целей он взял крупный кредит в банке, точная сумма которого до сих пор неизвестна. В официальной биографии предпринимателя говорится о «сотнях тысяч долларов». Под начальством Линна U. S. Epperson Underwriting Company переживала бурный расцвет. Поначалу компания занималась страхованием от пожаров, позже к этому прибавилось страхование автосалонов.
Параллельно с этой деятельностью Джеймс Линн обзавёлся собственной плантацией площадью более 200 га, на которой он выращивал цитрусовые. В 1938 году также занялся нефтяным бизнесом, вложив $50,000 в нефтяное месторождение в Иллинойсе. Со временем вложения в страховую компанию и добычу нефти сделали его мультимиллионером.

### Нервное истощение и встреча с Парамахансой Йоганандой
В 1932 году вследствие высоких нагрузок у Джеймса Линна развилось нервное истощение. Как позже рассказывал сам Линн, деньги не принесли ему ожидаемого удовлетворения, и тогда он решил заняться медитацией: «Я был в полном отчаянии. Я думал, деньги смогут дать мне счастье, но ничто меня не удовлетворяло. Я жил в состоянии нервозности, в постоянном напряжении, и переживал внутреннее чувство неопределённости. Как раз тогда я впервые встретил Парамахансу Йогананду и начал практиковать йогу».
При первой же встрече Парамаханса Йогананда посвятил Джеймса Линна в крийя-йогу, древнюю технику медитации, которую, как правило, дают ученикам SRF/YSS лишь после года предварительного обучения. Йогананда часто ставил предпринимателя в пример другим ученикам, так как, несмотря на наличие огромного количества обязанностей по работе и семье, Джеймс Линн ежедневно отводил время на длительные медитации. Его духовное продвижение было столь стремительным, что Парамаханса Йогананда стал называть его «святым Линном».

Одна из ближайших учениц Йогананды, Шри Мриналини Мата, писала о Линне следующее:
К моменту, когда он встретил Гурудэву [Парамахансу Йогананду] в 1932 году, нервозность и материальные обязанности прилично подкосили его здоровье. Уже при первой встрече Гуруджи посвятил его в крийя-йогу. Приступив к практике, Раджарси [Джеймс Линн] тут же вошел в самадхи. По словам Гурудэвы, это связано с тем, что в прошлых жизнях он был йогом, накопившим много хорошей кармы. Однако Раджарси не оставил мирскую жизнь. Гуруджи утверждал, что ему была отведена та же роль, что и Лахири Махасайе в Индии: своим примером он должен был показать эффективность крийя-йоги в жизни семейного человека с мирскими обязанностями. Когда у Раджарси появлялось свободное время между неотложными делами в Канзас-Сити, он ехал в Энсинитас, чтобы посетить ашрам Гуруджи на берегу Тихого океана. Мы видели, как, погрузившись в глубокое самадхи, он часами сидел под солнцем в ужасно жаркую погоду или под проливным дождем. В этом состоянии он любил плавать в океане в позе рыбы (матсьясана), скрещивая ноги в позе лотоса и раскачиваясь на волнах, как пробка. Мы часами наблюдали, как он делает это. Раджарси удерживал состояние единения с Богом даже при выполнении своих повседневных обязанностей.  
Джеймс Линн финансово поспособствовал развитию организации Self-Realization Fellowship, а также спонсировал поездку Парамахансы Йогананды в Индию в 1935–36 гг. За время отсутствия Йогананды в Америке на пожертвования Джеймса Линна для него построили уединённую обитель в Энсинитасе, где позже была написана знаменитая «Автобиография йога».

### Последние годы жизни
В 1951 году Шри Йогананда посвятил Джеймса Линна в монахи ордена Свами, присвоив ему монашеское имя Раджарси Джанакананда (от санскр. राजन् — «царь» и ऋषि «риши») в честь великого царя Джанаки. После кончины Йогананды в 1952 году Раджарси Джанакананда занял пост президента и духовной главы Self-Realization Fellowship/Yogoda Satsanga Society of India. Скончался 20 февраля 1955 года от пневмонии. Преемницей Раджарси Джанакананды на посту президента SRF/YSS стала Дайя Мата.